# Путилово (Грязовецький район)
Пути́лово (рос. Путилово) — присілок у складі Грязовецького району Вологодської області, Росія. Входить до складу Вохтозького міського поселення.

## Населення
Населення — 49 осіб (2010; 77 у 2002).
Національний склад (станом на 2002 рік):
- росіяни — 100 %